# 1876 Наполітанія
1876 Наполітанія (1876 Napolitania) — астероїд головного поясу, відкритий 31 січня 1970 року.
Тіссеранів параметр щодо Юпітера — 3,778.